# Verpeidet
Verpeidet – wieś w zachodniej Norwegii, w okręgu Sogn og Fjordane, w gminie Vågsøy. Miejscowość leży na północnym brzegu fiordu Nordfjord. W pobliżu Verpeidet leżą miejscowości: Vemmelsvik, Falkevika, Angelshaug, Eldevika oraz Allmenningen. Od centrum administracyjnego gminy w Måløy wieś dzieli odległość około 10 km. 
W pobliżu miejscowości leży góra Kammane (236 m n.p.m.).